# Filippo Beroaldo (1472-1518)
Pour les articles homonymes, voir Philippe Beroalde et Beroalde.
Filippo Beroaldo ou Philippe Beroalde le Jeune, ou encore Beroaldo ou Beroaldi (1472- 30 août 1518 à Rome), écrivain italien, poète, éditeur et préfet de la bibliothèque vaticane.

## Biographie
Neveu de Philippe Beroalde, professeur de belles-lettres à Rome, secrétaire de Léon X, il fut bibliothécaire du Vatican.

## Œuvres
Il est l'auteur d' Odes, de poésies et d'Épigrammes latines et d'une édition des cinq premiers livres des Annales de Tacite (1515). 
- Castigationes in Cornelio Celso (1530)